# Drama d'època

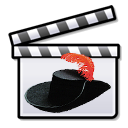

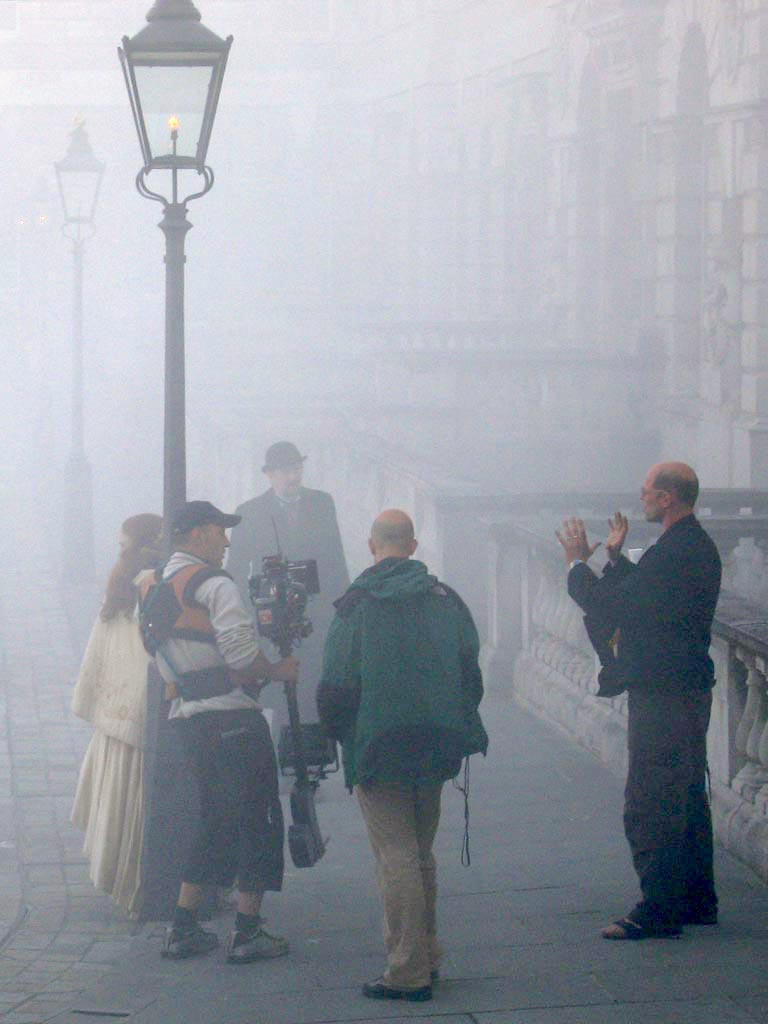
Filmació d'una escena cinematogràfica ambientada al Londres del, 2004

Un drama d'època o drama històric és una obra ambientada en un període passat, generalment cinematogràfica o televisiva. El drama històric inclou ficció històrica i romanços, pel·lícules d'aventures i espadatxins. Una peça d'època pot estar ambientada en una època vaga o general com l'edat mitjana o un període específic com els bojos anys vint.

## Metodologia
Des del començament del cinema, les pel·lícules ambientades en temps històrics han estat algunes de les obres més populars. Les pel·lícules El naixement d'una nació (de D. W. Griffith) i El maquinista de la General (de Buster Keaton) són exemples de treballs primerencs populars ambientats durant la Guerra Civil estatunidenca. En diferents èpoques, diferents subgèneres han guanyat popularitat, com els westerns i les pel·lícules d'espases i sandàlies que van dominar el cinema estatunidenc en la dècada de 1950.
Els primers crítics els van definir com a pel·lícules centrades en el romanç i les relacions en un entorn sumptuós, definint-los enfront d'altres drames històrics que es creï tenien temes més seriosos. Altres crítics han defensat els drames històrics i argumentat que són menyspreats perquè són un gènere dirigit a les dones. Els drames històrics també s'han descrit com un gènere conservador, glorificant un passat imaginat que mai va existir.

## Exactitud històrica
Si bé el drama històric és ficció, les obres poden incloure referències a persones o esdeveniments de la vida real del període rellevant o contenir representacions fàctiques precises del període. Les obres també poden incloure narratives en la seva majoria de ficció basades en persones o esdeveniments reals, com Braveheart, Les Misérables i Titanic.
Les obres que se centren en retratar amb precisió fets o persones històriques específiques es coneixen com docudrama (com The Report). Quan la vida d'una persona és fonamental per a la història, aquest treball es coneix com pel·lícula biogràfica (per exemple Frida, Cinderella Man i Lincoln).